# Торе ди Мецо (Рагуза)
Торе ди Мецо је насеље у Италији у округу Рагуза, региону Сицилија.
Према процени из 2011. у насељу је живело 5 становника. Насеље се налази на надморској висини од 14 м.